# A Lifetime to Repair
Az A Lifetime to Repair című dal az ausztrál énekes-dalszerző Kylie Minogue 2018. augusztus 17-én megjelent kislemeze 14. Golden című stúdióalbumáról. A dalt Minogue, Sky Adams, Danny Shah, Kiris Houston írta, a producer pedig Sky Adams volt. A dal a 4. kimásolt kislemez volt az albumról, és 2018. augusztus 4-én kezdték a rádiók játszani, a digitális platformokon pedig augusztus 17-én jelent meg. A "Golden" korábbi kislemezeihez hasonlóan a "A Lifetime to Repair" is a country és pop elemeit használta fel, dance-pop elemekkel kombinálva. A dal akusztikus gitárokat, zongorákat, és bendzsót is tartalmazott. Szöveg szempontjából a dal Minogue szakításai tárgyalja, és azt, hogy hogyan tanulna ezekből a jövőbeli potenciális kapcsolatokból. A dal egy kissé átdolgozott változata erősebb basszust, és nagyobb hangsúlyt fektet a hegedűre.
A dalhoz a megjelenés napján egy dalszöveges videót adtak ki, ahol a videón végig egy scrapbook napló koncepciója szerepel. A dalt a Kylie Kylie Presents Golden turné underplay showban adták elő.

## Előzmények és összetétel
2018 januárjában Minogue kiadta a Dancing című kislemezét, mely az első kimásolt dal volt "Golden" címú 14. stúdióalbumáról. Majd két hónappal később megjelent a Stop Me from Falling című dal. 2018. május 29-én Minogue kiadta az album harmadik kislemezét a "Golden"-t. Augusztus 4-én az "A Lifetime to Repair" címűd alt mutatták be a BBC Radio 2-n. Augusztus 17-én a dal megjelent a digitális platformokon, majd Minogue megerősítette a dalt az album 4. kislemezeként, illetve bemutatta a kislemez grafikáját.
A "Lifetime to Repair" 3 pec 18 másodperc játékidejű, melyet akusztikus gitárok, zongora, hegedű és bendzsó hangszerelést tartalmaz. Zeneileg a dal egy popdal, amely a country zene elemeivel van ötvözve. Szöveg szempontjából a dal az egyik első olyan dal az albumról, amely a szakításokat, és a sikertelen kapcsolatokat kezeli. Helen Clarke a MusicOMH-tól azt mondta, hogy a dal "szerkezetileg fura", a fele heverő country gitárokból és vontatott énekből áll, a másik fele pedig a "csillogó pop" amelyről leginkább ismert.

## Szöveges videó
A dalhoz 2018. augusztus 16-án megjelent egy dalszövegvideó, amit Halo Jones készített, melyet feltöltöttek Minogue hivatalos YouTube csatornájára. A videó egy scrapbook ötletre épült, és a videóban papírhulladék és szalagdarabok képei szerepelnek.

## Élő előadások
Az "A Lifetime to Repair" felkerült a Kylie Presents Golden showműsorainak játszási listájára. A dal produkciót frissítették, a refrén pedig egy akusztikus gitár bevonásával lendületesebbnek tűnt. A dal a Golden Tour-on is elhangzott, ahol Minogue teljesen fehérbe volt öltözve, és egy biliárdasztalon énekelt. A dalt 2018. október 28-án előadta a The X-Factor UK-ban.

## Formátum és számlista
- Digitális letöltés[9]

1. "A Lifetime to Repair" (Edit) – 3:17

## Megjelenések
| Ország             | Dátum               | Formátum               | Label        | Ref.   |
| ------------------ | ------------------- | ---------------------- | ------------ | ------ |
| Különböző          | 2018. augusztus 17. | Digitális letöltés     | Darenote BMG | [ 9 ]  |
| Egyesült Királyság | 2018. augusztus 24. | Contemporary hit radio | BMG          | [ 10 ] |